# 巴克來骨螺
巴克來骨螺（学名：Naquetia barclayi）为骨螺科棘芭蕉螺屬下的一个种。